# Broken Arrow (Oklahoma)
Broken Arrow je město ležící v okresech Tulsa County a Wagoner County ve státě Oklahoma ve Spojených státech amerických nacházejícím se na severovýchodě tohoto státu. Jde o čtvrté nejlidnatější město v Oklahomě a 279. nejlidnatější město ve Spojených státech amerických. Je největším předměstím města Tulsa. 
K roku 2020 zde žilo 113 540 obyvatel. S celkovou rozlohou 165 km² byla hustota zalidnění 696 obyvatel na km². Město se nachází v oblasti s vlhkým subtropickým podnebím.